# Petru Dobra
Petru Dobra (Zlatna, 1817-Abrud, 9 de mayo de 1849) fue un revolucionario pașoptista rumano de Transilvania, estrecho colaborador de Avram Iancu durante la Revolución de 1848. Fue prefecto, jurisconsulto durante la revolución. Petru Dobra es también autor de Regula Legis. 

## Biografía

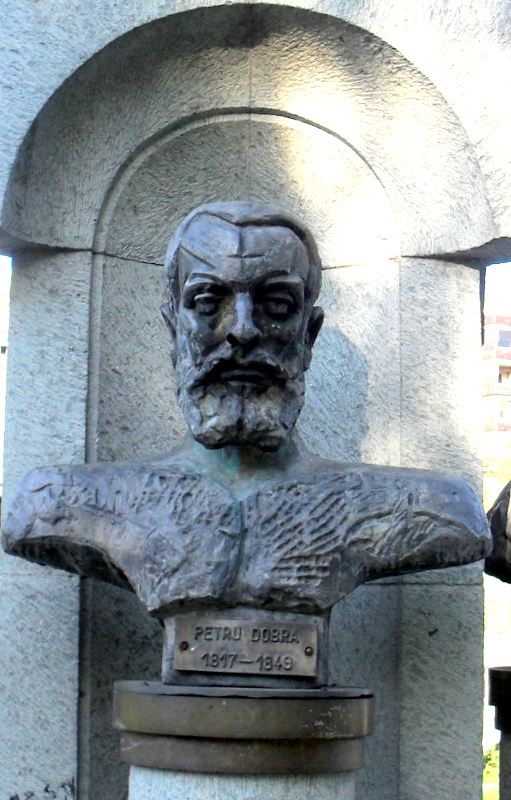
Busto de Dobra en Baia Mare.

Nació en 1817 en Zlatna, actual distrito de Alba, en una familia noble. Asistió al liceo académico (escolapios) en Cluj. Tras graduarse ejerció la abogacía en la Junta Real (Tribunal Supremo) en Târgu-Mureş. Luego trabajó como fiscal en el Tribunal de Montes de la Señoría Cameral de Zlatna.
Participó en la revolución de 1848 en Transilvania, siendo elegido por la segunda Asamblea de Blaj (3-5 de mayo de 1848) en la delegación que debía ir a Cluj para presentar a la Dieta de Transilvania las demandas de los rumanos, que formaban la mayoría en Transilvania. En la Tercera Asamblea de Blaj (3-16 de septiembre de 1848) fue elegido en prefecto de la 6ª Legión Submontana, que dirigió hasta el 1 de octubre de ese año, después de lo cual luchó junto a Avram Iancu y los otros revolucionarios rumanos. En mayo de 1849 fue a Abrud para reunirse con Ioan Dragoş (diputado de Bihor en Pest), que estaba tratando de llegar a un acuerdo entre los revolucionarios húngaros (dirigidos por Lajos Kossuth) de Hungría y los rumanos de Transilvania. Los húngaros no respondieron satisfactoriamente a las demandas de los revolucionarios de Transilvania, por lo que no se llegó a ningún acuerdo y la lucha continuó, con los rumanos de Transilvania buscando ganar más autonomía a través de la revolución. Abrud fue atacado (según las instrucciones de Kossuth) por un destacamento húngaro dirigido por el aventurero Imre Hatvani. Hatvani ejecutó a varios rumanos, incluidos los prefectos Petru Dobra e Ioan Buteanu. Petru Dobra fue encarcelado en la Escuela Reformada de Abrud, recluido sin alimentos durante tres días y fusilado. El 10 de mayo, el mediador rumano Ioan Dragos también sería asesinado y luego descuartizado por las turbas que reconquistaron la ciudad de Abrud, que lo consideraban un traidor.
Así es como Silviu Dragomir caracteriza a Petru Dobra:

Ilustre abogado, es un abnegado defensor de los siervos agotados por el duro trabajo(...). Es uno de los líderes más representativos de las montañas (Cárpatos Apuseni); aunque de origen noble, todavía un hombre del pueblo, muy ligado a Iancu y Buteanu (...) Su repentina muerte es una gran pérdida para su nación.